# Cal Pi (l'Arboç)
Cal Pi és una obra de l'Arboç (Baix Penedès) protegida com a Bé Cultural d'Interès Local.

## Descripció
Edificació en cantonada de planta baixa, pis i golfes. La façana principal, que sembla bastant transformada, està oberta a la plaça de Mn. Gaietà Vilaplana. Hi destaca el carreuat que remarca les obertures i la cantonada, que té una peça singular en posició central treballada com un capitell. A la planta baixa hi ha tres grans obertures amb arc carpanell rebaixat, dues finestres a l'esquerra i una portalada a la dreta. La planta primera, de composició simètrica, té una balconera central de llinda motllurada i amb balcó de llosa de pedra i barana de ferro forjat. Té una finestra a cada costat amb grans llindes de pedra i escopidors motllurats. A les golfes hi ha tres petites finestres quadrades amb escopidors amb motllures i arc pla adovellat. La façana es remata amb un ràfec i una tortugada ceràmica.